# 남원향교 대성전
남원향교 대성전(南原鄕校 大成殿)은 대한민국 전북특별자치도 남원시, 남원향교에 있는 건축물이다. 1971년 12월 2일 전북특별자치도의 유형문화재 제8호로 지정되었다.

## 개요
향교란 공자를 비롯한 여러 성현께 제사지내고, 지방 백성들의 교육과 교화를 담당했던 국립교육기관을 가리킨다.
남원향교는 조선 태종 10년(1410) 대곡산에 세웠다. 세종 10년(1428)에는 덕음봉 기슭으로 옮겨 지었다가, 홍수 때마다 길이 막히는 일이 많아 세종 25년(1443)에 현 위치로 다시 옮겼다. 정유재란(1597)으로 불타 없어진 것을 다시 지었는데, 대성전은 선조 32년(1599)에 지었고, 고종 29년(1892)에 수리하였다. 그 뒤에도 여러 차례 수리가 있었으며, 지금 있는 건물은 1982년에 크게 수리를 한 것이다.
앞면 3칸·옆면 2칸 규모이며 지붕은 옆면에서 볼 때 여덟 팔(八)자 모양을 한 팔작지붕이다. 사당인 대성전 안에는 공자를 비롯하여 중국과 우리나라 유학자의 위패를 모시고 있다.
조선시대에는 나라에서 토지와 책·노비를 지급받아 운영하였다. 지금은 교육적 기능은 없어지고, 봄·가을에 제사를 지내고 있다.
남원향교는 많은 책을 보관하고 있어 지방사 연구에 좋은 자료를 제공하고 있다.

## 참고 자료
- 남원향교대성전 - 국가유산청 국가유산포털